# 1994 GH9
1994 GH9 är en asteroid i huvudbältet som upptäcktes den 11 april 1994 av den amerikanska astronomen Eleanor F. Helin vid Palomarobservatoriet.
Asteroiden har en diameter på ungefär 10 kilometer.